# 무로야 세이
무로야 세이(일본어: 室屋 成, 1995년 4월 5일 ~ )는 일본의 축구 선수이다.

## 구단 경력
그는 2016년 J1리그의 FC 도쿄에 입단했다. 2020년까지 108경기에 출전하여, 2득점을 넣었다. 2020년 하노버 96로 이적했다.

## 국가대표팀 경력
그는 2011년 FIFA U-17 월드컵에 참가할 일본 U-17 국가대표팀에 발탁되었으며, 4경기에 출전했다.
2014년 아시안 게임에 참가할 일본 U-23 국가대표팀에 발탁되었다. 2016년 AFC U-23 축구 선수권 대회에도 출전, 우승에 기여했다. 2016년 하계 올림픽에도 3경기에 출전했다.
그는 2017년 EAFF E-1 풋볼 챔피언십에 참가할 일본 국가대표팀에 발탁되었으며, 12월 9일 조선민주주의인민공화국와의 경기에서 데뷔, 준우승. 2019년 EAFF E-1 풋볼 챔피언십에도 출전했다. 그는 2021년까지 국제 A매치 통산 16경기에 출전했다.

## 통계
| 일본 | 일본 | 일본 |
| 연도 | 출전 | 득점 |
| ---- | ---- | ---- |
| 2017 | 1    | 0    |
| 2018 | 3    | 0    |
| 2019 | 6    | 0    |
| 2020 | 2    | 0    |
| 2021 | 4    | 0    |
| 통산 | 16   | 0    |